# Amazunculus platypodus
Amazunculus platypodus är en tvåvingeart som först beskrevs av Hardy 1950.  Amazunculus platypodus ingår i släktet Amazunculus och familjen ögonflugor. Inga underarter finns listade i Catalogue of Life.